# 围棋与数学
围棋是世界上最流行的游戏之一。由于其规则优美而简单，围棋一直是数学研究的灵感来源。11世纪的中国学者沈括在《梦溪笔谈》中估计，围棋所有可能的局面数量为 10172 左右。近年来，約翰·H·康威在对围棋的研究中发明了超現實數，并促进了组合博弈论的发展（“围棋微数字”就是它在围棋中使用的一个具体示例）。

## 计算复杂性
广义围棋是在 n x n 的棋盘上进行的，在广义围棋的给定位置确定赢家的计算复杂性主要取决于打劫规则。
围棋的复杂性“几乎”是在PSPACE内的，这是因为在对弈的非打劫阶段，每一手都是不可逆的，只有通过吃子才有可能出现重复的棋形，使得复杂性提高。

### 没有打劫的情况
没有打劫的话，围棋是PSPACE困难的。 这是通过把PSPACE完全的TQBF（真量化布尔公式）简化到广义地理，到平面广义地理，到最高3阶的广义地理，最后简化到围棋棋盘位置。
有打劫的围棋则不在PSPACE中。尽管实际的棋局似乎从没超出过 {\displaystyle n^{2}} 手，但一般而言，没有人知道围棋棋局的手数是否有一个多项式上限。如果有的话，围棋就会是PSPACE完全的。就目前而言，围棋可能是PSPACE完全，EXPTIME完全，甚至EXPSPACE完全的。

### 日本打劫规则
日本规则只规定了基本的劫，即一手棋下了之后，如果会恢复这手棋下之前的那个棋盘状态，那么这手棋是不允许下的。如果重复多手之前的棋盘状态是允许的，这也就意味着一局棋可以永久循环，如三劫循环，即同时有三个劫，经过12手就可以循环。
在日本打劫规则下，围棋是EXPTIME完全的。

### 禁止全局同形规则
禁止全局同形规则是说重复出现任何先前棋盘状态都是不允许的。这是大多数中国和美国规则中使用的打劫规则。
在禁止全局同形规则下围棋的复杂性类为何，是一个未解决的问题。虽然日本打劫规则下围棋的复杂性为EXPTIME完全已被证明，但Robson的这个证明中，无论是上界还是下界的EXPTIME完全性的证明，都打破了禁止全局同形规则。
至少现在已知，其复杂性至少是PSPACE困难，因为中对围棋的PSPACE困难性的证明是不依赖于打劫规则的，或者说即便是没有打劫规则，也是PSPACE困难的。现在还知道围棋的复杂性是在EXPSPACE内的。
Robson证明了如果在EXPTIME完全的双人游戏的基础上，加上“禁止全局同形”的规则，游戏复杂性将会变为EXPSPACE完全。直观地说，这是因为对加入新规则的游戏来说，即便是确定一个局面下符合规则的下法，都需要指数级别的空间，因为从开局下到某一局面的长度是有可能达到指数级别的。
因此，广义國際象棋和西洋跳棋的禁止全局同形版本都是EXPSPACE完全的，因为广义国际象棋和西洋跳棋都是EXPTIME完全的。不过这个结果不适用于围棋。

### 围棋特定情形的复杂性
当棋盘被活子把棋盘分割成若干孤立的区域的时候，围棋就进入了官子阶段，这时每个局部区域都会有一个多项式级别的规范博弈树。用组合博弈论的话来说，当围棋分解成具有多项式级别规范博弈树的子博弈之和时，就会进入官子。
在这个定义下，围棋的收官是PSPACE困难的。
这可以通过将PSPACE完全的QBF（Quantified Boolean Formula）问题转换成小型（多项式级别规范博弈树）围棋子游戏的总和来证明。请注意，论文并未证明围棋是在PSPACE中的，所以就有不是PSPACE完全的可能性。
确定哪一方征子有利是PSPACE完全的，无论是日本打劫规则还是禁止全局同形规则。 这一点（PSPACE完全）可以通过模仿QBF证明。

## 合法局面
由于棋盘上每个位置都可以为空、白棋、黑棋三种情况，所以对于边长为 n 的棋盘总共有 3n2 种可能的局面；但只有一部分是合法的。Tromp和Farnebäck推导了长 m 宽 n 的矩形棋盘的合法局面 {\displaystyle L(m,n)} 的递归公式。 在2016年算出了 {\displaystyle L(19,19)} 的准确数字。他们还发现了一个渐进公式 {\displaystyle L\approx AB^{m+n}C^{mn}}，其中 {\displaystyle A\approx 0.8506399258457145}，{\displaystyle B\approx 0.96553505933837387}，{\displaystyle C\approx 2.975734192043357249381}。据估计，可观测宇宙包含大约 1080 个原子，远小于常规围棋棋盘（m=n=19）上所有可能的合法局面的数目。随着棋盘变大，合法局面的比例也会降低。
| 盘面大小 n×n | 3n2                 | 合法的比例 | {\displaystyle L}（合法局面）（A094777） |
| ------------ | ------------------- | ---------- | ---------------------------------------- |
| 1×1          | 3                   | 33.33%     | 1                                        |
| 2×2          | 81                  | 70.37%     | 57                                       |
| 3×3          | 19,683              | 64.40%     | 12,675                                   |
| 4×4          | 43,046,721          | 56.49%     | 24,318,165                               |
| 5×5          | 847,288,609,443     | 48.90%     | 414,295,148,741                          |
| 9×9          | 4.43426488243×1038  | 23.44%     | 1.03919148791×1038                       |
| 13×13        | 4.30023359390×1080  | 8.66%      | 3.72497923077×1079                       |
| 19×19        | 1.74089650659×10172 | 1.20%      | 2.08168199382×10170                      |

## 博弈树复杂性
電腦科學家Victor Allis指出，职业棋士之间对弈一般在150手左右，平均每手约250种选择，这就意味着博弈树复杂性为 10360。 对于理论上可能的棋局数量，包括在实际中不可能下出的棋局，Tromp和Farnebäck分别给出 10480 的下限和 101710 的上限。
人们听到最多的所有可能的棋局数量为 10700， 这个数字是361手棋的简单排列（361! = 10768）得出的。另一个常见的推导是假设每一手棋都有 n 个选择，总共 L 手棋，那么棋局总量就是 NL。就比如在某些职业对局中能够见到的一局棋400手，按照这种方法算出来就是 361400（101023）种可能的棋局。
所有可能的对局总数是棋盘大小和手数的函数。虽然大多数棋局都在400手以内，甚至200手都不到，但棋局是有可能更长的。
| 棋盘大小 | 交叉点数N | N!        | 平均对局手数L | NL        | 最长对局手数 | 棋局数量下限    | 棋局数量上限    |
| -------- | --------- | --------- | ------------- | --------- | ------------ | --------------- | --------------- |
| 2×2      | 4         | 24        | 3             | 64        |              | 386,356,909,593 | 386,356,909,593 |
| 3×3      | 9         | 3.6×105   | 5             | 5.9×104   |              |                 |                 |
| 4×4      | 16        | 2.1×1013  | 9             | 6.9×10    |              |                 |                 |
| 5×5      | 25        | 1.6×1025  | 15            | 9.3×1020  |              |                 |                 |
| 9×9      | 81        | 5.8×10120 | 45            | 7.6×1085  |              |                 |                 |
| 13×13    | 169       | 4.3×10304 | 90            | 3.2×10200 |              |                 |                 |
| 19×19    | 361       | 1.0×10768 | 200           | 3×10511   | 1048         | 1048            | 10171           |
| 21×21    | 441       | 2.5×10976 | 250           | 1.3×10661 |              |                 |                 |

所有可能的对局总数可以通过多种方式从棋盘大小估算，有些方式会比另外一些更严格。最简单的，棋盘大小的简单排列 (N)L，没有考虑到非法吃子，以及非法的盘面。令 N 为棋盘大小（19×19=361），L 为最长的棋局长度，NL 构成了下界。在Tromp/Farnebäck的论文中给出了更精确的限制。
| 最长棋局 L (19×19) | (N)L      | 棋局数量的下界 | 棋局数量的上界 | 注释                                                                     |
| ------------------ | --------- | -------------- | -------------- | ------------------------------------------------------------------------ |
| 1                  | 361       | 361            | 361            | 白棋第一手就认输了，就会有361种棋局，如果忽略掉所有对称性就是55种。      |
| 2                  | 722       |                | 721            | 黑棋在白棋第一手后就认输了，就会有721种棋局，忽略掉所有对称性就是189种。 |
| 50                 | 2.1×10126 |                | 7.5×10127      |                                                                          |
| 100                | 1.4×10249 |                | 5.6×10255      |                                                                          |
| 150                | 6.4×10367 |                | 4.2×10383      |                                                                          |
| 200                | 1.9×10481 |                | 3.2×10511      |                                                                          |
| 250                | 8.2×10587 |                | 2.4×10639      |                                                                          |
| 300                | 2.8×10684 |                | 7.8×10766      |                                                                          |
| 350                | 3.6×10760 |                | 1.3×10895      |                                                                          |
| 361                | 1.4×10768 |                | 1.8×10923      | 使用181个黑子和180个白子的最长棋局                                       |
| 400                | n/a       |                | 1.0×101023     | 最长职业对局                                                             |
| 500                | n/a       |                | 5.7×101278     |                                                                          |
| 1000               | n/a       |                | 3.2×102557     |                                                                          |
| 4700万             | n/a       |                | 108            | 3613 手棋                                                                |
| 1048               | n/a       | 1048           | 10171          | 最长棋局                                                                 |

10700 这个数字对于200手以内的所有棋局来说是一种高估，但对361手以内的所有棋局来说是一种低估。而4700万手的棋，在一秒一手、每天下16个小时的情况下，也要下2¼年（一年有3100万秒）。